# Melanie Paschke
Melanie Paschke (ur. 29 czerwca 1970 w Brunszwiku) – niemiecka lekkoatletka, sprinterka.

## Kariera sportowa
Najszybsza niemiecka zawodniczka (po Katrin Krabbe) startująca po zjednoczeniu Niemiec. Wielokrotna medalistka mistrzostw świata i Europy, zarówno w hali, jak i na stadionie. Największe sukcesy odnosiła w sztafecie 4 × 100 metrów. W 2001 wraz z koleżankami zdobyła złoty medal mistrzostw świata. Trzykrotnie reprezentowała Niemcy w zawodach Pucharu świata. Osiemnastokrotnie zdobywała złote medale mistrzostw kraju w konkurencjach indywidualnych. Tylko raz brała udział w igrzyskach olimpijskich. W 1996 w Atlancie odpadła w półfinałach na 100 i 200 metrów, a niemiecka sztafeta 4 × 100 metrów z udziałem Paschke nie ukończyła biegu eliminacyjnego. Zakończyła karierę w 2003 roku.

## Rekordy życiowe
- bieg na 100 metrów – 11,04 (1995)
- bieg na 200 metrów – 22,45 (1994)
- bieg na 60 metrów (hala) – 7,09 (1996)
- bieg na 200 metrów (hala) – 22,50 (1998)